# Старое Село (Минская область)
Старое Село (бел. Старое Сяло) —  деревня, которая входит в состав Хатежинского сельсовета.Находится в 10 км на западной стороне от Минска, на реке Птичь (приток р.Припять).

## История

### В составе ВКЛ и Речи Посполитой
В 1567 году - село, дворянская собственность М.Служки, в Минском повете и воеводстве ВКЛ.
В 1582 году - село, центр имения, дворянская собственность в Минском повете и воеводстве ВКЛ.
В 1589 году - собственность князей Слуцких.
В 1600 году - местечко, центр волости Слуцкого княжества, 50 волок земли, двор, ярмарка, собственность княгини Софьи Слуцкой.
В 1667 году - имение, 46 дворов, дворянская собственность.
В 1783 году построена новая деревянная православная церковь Рождества Богородицы.
В 1791 году - деревня, центр имения, двор, 163 дымы, 3 корчмы.

### В составе Российской империи
После Второго раздела Речи Посполитой (1793) в составе Российской империи.
В 1800 году — деревня, 30 дворов, 148 жителей, церковь Рождества Богородицы, плебания, водяная мельница, помещичий двор, стекольный завод, собственность виленского воеводы К.Радзивилла. Располагалась вдоль реки Птичь и вдоль Раковской дороги.
В 1815 году — деревня, 67 душ муж.пола, собственность князя Д. Радзивилла.
В 1858 году собственность Володковича.
В 1897 году — село, центр волости, волостное управление, 17 дворов, 102 жителя, народное училище (с 1867), хлебозапасный склад, церковь, часовня, 2 магазина, корчма, смоляной завод (с 1879); имение — двор, 112 жителей, водяная мельница.

### После 1917
В 1917 - 15 дворов, 72 жителя, народное училище. С февраля по декабрь 1918 оккупирована войсками кайзеровской Германии, с июля 1919 по июль 1920 и в середине октября 1920 - войсками Польши. С 1919 - в составе БССР. В 1921 году открыт детский интернат "Серп и молот", было 87 учеников. С 20.8.1924 - деревня, центр Старосельского сельсовета Заславского района. В 1922 году создана коммуна "Луч социализма". В 1926 году в деревне было 33 двора, 190 жителей. В ВОВ была оккупирована с конца июня 1941 по начало июля 1944. Оккупанты сожгли 66 домов, убили 14 жителей, 8 жителей вывезли на принудительные работы в Германию. С 8.8.1959 - в Минском районе. С 20.1.1960 - в Щомыслицком сельсовете, с 28.2.1978 - в Хатежинском сельсовете.

### В настоящее время
В 1997 году было 178 хозяйств, 573 жителя. В 2010 году было 129 хозяйств, 658 жителей.